# ミント (ゲーム会社)
株式会社ミント（MINT CORPORATION）は、1991年に設立された、コンピュータゲームの開発、映像編集などを手がける日本の企業。千葉県市川市に本社を持つ。

## 概要
くにおくんシリーズなどのサウンドプログラマーの平沢道也（故人）が創業。代表作は『大地くんクライシス』、『ミスティックアーク』(サウンド)、『ワンダープロジェクトJ』(サウンド)、テレビアニメ『学校のコワイうわさ 新・花子さんがきた!!』(編集)などがある。
ファミリーコンピュータ、PCエンジンなどのテレビゲーム黎明期から活躍するデジタル制作集団であり、近年は映像編集、アニメーション制作、CG着彩、iOS開発、YouTube Live中継、効果音の作成などのソフトウェアコンテンツ制作サポートをメイン業務としている。

## 開発・開発協力タイトル一覧

### ファミリーコンピュータ用ソフト
- おぼっちゃまくん（発売元：テクモ）
- ザ・ブルーマリーン（発売元：ホット・ビィ）

### PCエンジン用ソフト
- 大地くんクライシス（発売元：サリオ）
- ゼロヨンチャンプ（発売元：メディアリンク）

### ゲームボーイ用ソフト
- ドラゴンボールZ 悟空飛翔伝（発売元：バンダイ）

### スーパーファミコン用ソフト
- コンバットライブス（発売元：テクノスジャパン）
- アクタリオン（発売元：テクモ）
- おとぼけ忍者コロシアム（発売元：インテック）
- スーパーブラックバス2（発売元：ホット・ビィ）
- 少年忍者サスケ（発売元：サン電子）
- 新・熱血硬派くにおたちの挽歌（発売元：テクノスジャパン）
- ワンダープロジェクトJ 機械の少年ピーノ（発売元：エニックス）
- 新SD戦国伝 大将軍列伝（発売元：ベック）
- 制服伝説プリティ・ファイター（発売元：イマジニア）
- 紫炎～ザ・ブレイドチェイサー（発売元：ダイナミック企画）
- ミスティックアーク（発売元：エニックス）
- バウンティ・ソード（発売元：パイオニアLDC）
- ごきんじょ冒険隊（発売元：パイオニアLDC）
- レナスII 封印の使徒（発売元：アスミック・エース）

### PC-FX用ソフト
- ボイスパラダイス（発売元：NECホームエレクトロニクス）

### Nintendo64用ソフト
- ワンダープロジェクトJ2 コルロの森のジョゼット（発売元：エニックス）

### セガサターン用ソフト
- 制服伝説プリティ・ファイターX（発売元：イマジニア）

### PlayStation用ソフト
- ラブ・セラピー（発売元：B-FACTORY）
- 発車オーライ ガタンゴトン（発売元：東芝EMI）
- ルシファード（発売元：ティー・イー・エヌ研究所）
- わくわくダービー（発売元：KSS）
- SIMPLE1500シリーズ Vol.28 THE ダンジョンRPG（発売元：ディースリーパブリッシャー）
- SIMPLE1500シリーズ Vol.57 THE 迷路（発売元：ディースリーパブリッシャー）
- e-Jump（発売元：集英社：マガジン）
- 必殺パチンコステーション（発売元：サン電子）
- ククロセアトロ～悠久の瞳～（発売元：サン電子）
- プロレス戦国伝（発売元：KSS）
- プロレス戦国伝2（発売元：KSS）
- バウンティソード・ファースト（発売元：パイオニアLDC）
- バウンティソード・ダブルエッジ（発売元：パイオニアLDC）
- ドラえもん2 SOS!おとぎの国（発売元：エポック社）
- 情熱★熱血アスリーツ～泣き虫コーチの日記～（発売元：アスミック）
- KAIKANフレーズ 堕天使降臨（発売元：エニックス）
- ミスティックアーク まぼろし劇場（発売元：エニックス）

### Xbox用ソフト
- マズルフラッシュ（発売元：ビクター インタラクティブ ソフトウエア）

### Windows用ソフト
- Let's Sing In English（発売元：プリズム）
- IT寺子屋（発売元：フォスターネット）
- デウスEX
- ガレリアンズ「海外用移植」（発売元：アスキー）
- テレタビーズのお気に入り（発売元：ラーニングカンパニー）
- ワールドアトラス宣伝用（発売元：ラーニングカンパニー）
- ワールドアニマル宣伝用（発売元：ラーニングカンパニー）

### プラスe用コンテンツ
- みつケロ「Version2」（発売元：ドリームジャパン）
- 死亡的遊戯｢G･O･D｣（発売元：ドリームジャパン）
- ハローキティのいろとかたち（発売元：サンリオ）
- キキとララのおとのしんけいすいじゃく（発売元：サンリオ）
- ハローキティのいろとかたち（発売元：サンリオ）
- バッドバツ丸の×○７（発売元：サンリオ）
- ポムポムプリンのまちがえテルテル（発売元：サンリオ）
- サンリオアニメーション『ハローキティ』（発売元：サンリオ）
- ハローキティのいろとかたち（発売元：サンリオ）
- モンキーミニッツ（発売元：IMAGICA）
- 元祖寿司占い（発売元：スパイク）
- 動物ランド（発売元：ジェイ・シー・エム）

プラスeはファミリーレストランや居酒屋のテーブル席の卓上タッチパネル端末

### 映像編集
- 学校のコワイうわさ 新・花子さんがきた!!（テレビ放映：キッズステーション、DVD発売：竹書房）
- 学校のコワイうわさ 新・花子さんがきた!! シーズン2（テレビ放映：キッズステーション、DVD発売：竹書房）

2作品ともamazonプライムにて配信されている。

## その他
ミント旧サイトでは、聖蹟桜ヶ丘オフィスで飼育されていた猫のモルツの成長日記が好評を博していた。

## 関係者
- 皆吉清太郎：代表取締役。『大地くんクライシス』企画、『ファイヤープロレスリング コンビネーションタッグ』サウンドエフェクト、『ゼロヨンチャンプ』アドバイザー、『ルシファード』プログラム等を担当。
- 平沢道也(故人)：旧代表取締役。『くにおくんシリーズ』サウンドプログラマー、『大地くんクライシス』チーフプログラマー、『ワンダープロジェクトJ』サウンドプログラム等を担当。
- TSUKUSHI(佐々木筑紫)：ゲーム音楽作曲家。『ゼロヨンチャンプ』音楽、『ウルトラマン倶楽部2』音楽等を担当。
- 森彰彦（故人）：ゲーム音楽作曲家。代表作は『ミスティックアーク』『ワンダープロジェクトJ』『ワンダープロジェクトJ2 コルロの森のジョゼット』など。
- なうい洋一：イマージュタイム代表取締役。歌手、作詞家、作曲家。イマイヨーイチ名義で監督・脚本家・プロデューサー活動。